# Quartieri de Roma
Quartiere (pl. Quartieri) são regiões urbanas criadas depois da instituição o último rione, Prati, em 1913 e são o segundo nível de subdivisões da região metropolitana de Roma Capitale, da qual faz parte a cidade de Roma, cobrindo uma superfície de 171,38 km2.
A população total residente nos quartieri era de 1 483 913 habitantes em 31 de dezembro de 2015.

## História

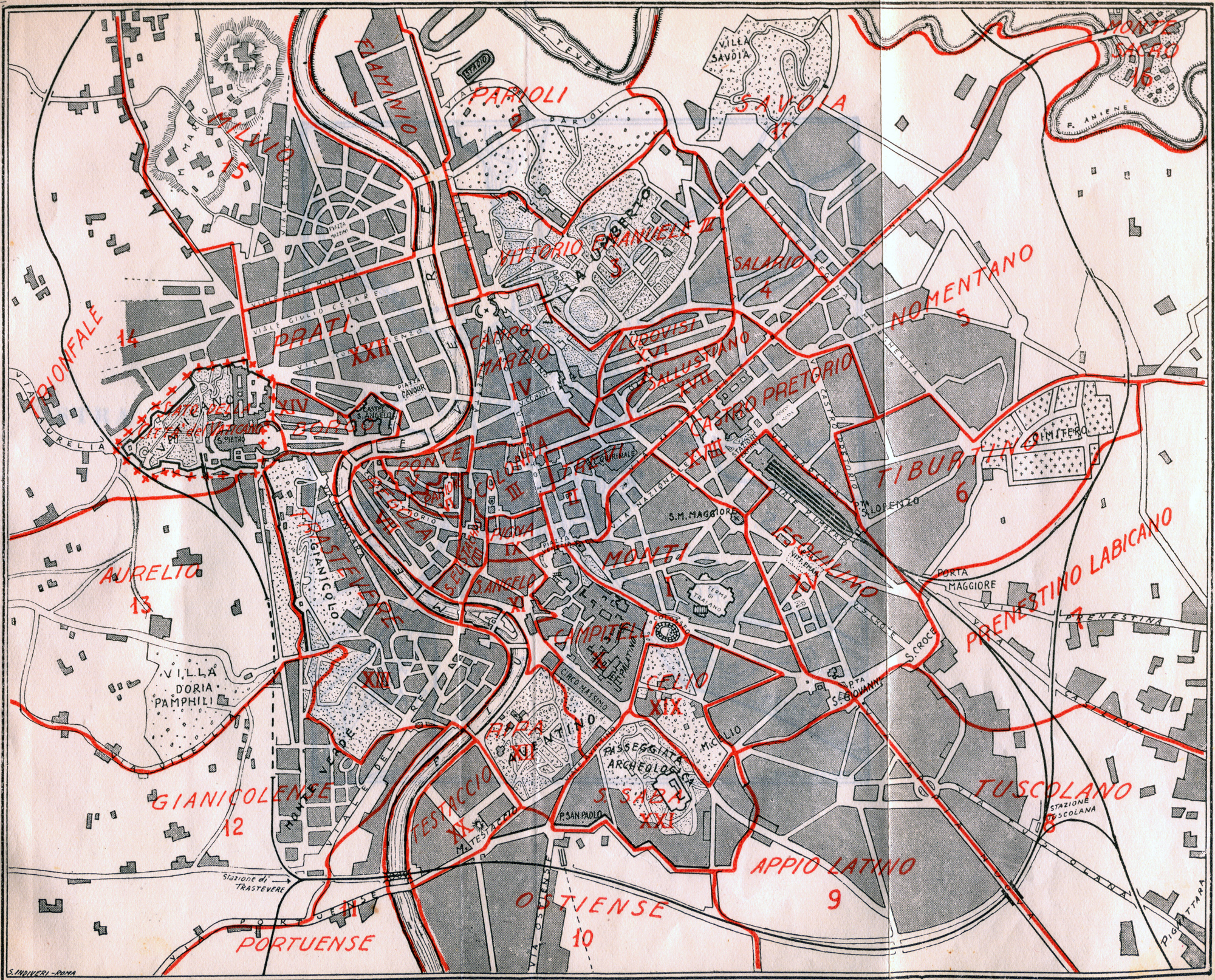
Distribuição dos quartieri de Roma no entorno dos riones históricos em 1930.

Depois de um notável crescimento da cidade ocorrido nas três décadas entre 1890 e 1920, muitas ideias foram propostas para a instituição de novos riones e quartieri além dos riones já existentes. Assim, em 1921, a Giunta Municipale instituiu os seguintes quinze quartieri:
1. Flaminio
2. Parioli
3. Vittorio Emanuele III
4. Salario
5. Nomentano
6. Tiburtino
7. Prenestino-Labicano
8. Tuscolano
9. Appio-Latino
10. Ostiense
11. Portuense
12. Gianicolense
13. Aurelio
14. Trionfale
15. Milvio

A área urbanizada a norte do rio Aniene foi provisoriamente chamada de Città Giardino-Aniene até 1924, quando se transformou no décimo-sexto quartiere, Monte Sacro; dois anos depois, a região à esquerda da Via Nomentana foi instituído como o décimo-sétimo, Savoia. Em 23 de maio de 1935, o quartiere 15 foi rebatizado de Della Vittoria, uma referência à Primeira Guerra Mundial.
Em 1946, depois da queda do reino dos Saboia, o quartiere 3 (Vittorio Emanuele III) recuperou seu nome original, Pinciano, e o 17, Savoia, foi rebatizado de Trieste. Finalmente, o quartiere 2, Parioli, foi subdividido em dois, mantendo o nome original ao sul do Tibre e assumindo o novo nome de Tor di Quinto do outro lado.
Finalmente, como deliberado pelo Commissario Straordinario nº 2453, de 13 de setembro de 1961, foram instituídos outros dezoito quartieri, alguns transformando subúrbios da região leste e outros a partir de regiões agrícolas que, à volta deles, foi repartida nas diversas zonas de Roma. Os novos quartieri receberam os números de 18 a 35.
Desta forma, a Comuna de Roma conta atualmente com 35 quartieri representados pela letra "Q" seguinda de um ponto e um numeral romano:
- Q. I Flaminio
- Q. II Parioli
- Q. III Pinciano
- Q. IV Salario
- Q. V Nomentano
- Q. VI Tiburtino
- Q. VII Prenestino-Labicano
- Q. VIII Tuscolano
- Q. IX Appio-Latino
- Q. X Ostiense
- Q. XI Portuense
- Q. XII Gianicolense
- Q. XIII Aurelio
- Q. XIV Trionfale
- Q. XV Della Vittoria
- Q. XVI Monte Sacro
- Q. XVII Trieste
- Q. XVIII Tor di Quinto
- Q. XIX Prenestino-Centocelle
- Q. XX Ardeatino
- Q. XXI Pietralata
- Q. XXII Collatino
- Q. XXIII Alessandrino
- Q. XXIV Don Bosco
- Q. XXV Appio Claudio
- Q. XXVI Appio-Pignatelli
- Q. XXVII Primavalle
- Q. XXVIII Monte Sacro Alto
- Q. XXIX Ponte Mammolo
- Q. XXX San Basilio
- Q. XXXI Giuliano-Dalmata
- Q. XXXII Europa
- Q. XXXIII Lido di Ostia Ponente
- Q. XXXIV Lido di Ostia Levante
- Q. XXXV Lido di Castel Fusano